# Smaragdo di Saint-Mihiel
Smaragdo di Saint-Mihiel (Francia, 760 – 840) è stato un abate francese appartenente all'Ordine di San Benedetto.
Abate di Saint-Mihiel dall'805, Smaragdo fu stretto collaboratore dell'imperatore Ludovico il Pio, figlio di Carlo Magno. Partecipò alla riforma monastica dell'epoca, contribuendo a rafforzare la Regola di San Benedetto come fondamento della vita monastica carolingia. Nell'816 partecipò al capitolare di Aquisgrana, riforma importante per la vita monastica, che cercava di disciplinare la vita religiosa e rafforzare l’autorità imperiale.
Fu, inoltre, autore di di testi molto influenti nel Medioevo. Tra i più noti:
- Diadema monachorum - opera ascetica scritta sotto forma di 100 brevi capitoli, indirizzati al figlio, anch'egli monaco, per ispirarlo nella vita spirituale. Tratta della preghiera, dell'umiltà, dell'obbedienza, del silenzio, della carità e di altre virtù.
- Commento ai Vangeli - raccolta di spiegazioni dei Vangeli domenicali e festivi, utilizzata nei monasteri come guida per la predicazione e la meditazione.
- Liber in partibus.

Morì intorno all'840. La sua tomba si trovava a Saint-Mihiel, dove fu venerato localmente come santo.